# Marc Grijalvo
Marc Grijalvo (Barcelona, 1978) és un professor universitari i novel·lista. Com a professor, treballa a la Universitat de Girona, la Universitat Oberta de Catalunya i el Departament d'Ensenyament. És doctor en Turisme, Dret i Empresa; i, en la seva tasca de recerca, en destaca el Premi Yvette Barbaza. Com a escriptor, va debutar com a novel·lista amb La paraula silenciada, obra que va obtenir el XXVI Premi Sebastià Joan Arbó. El 2016 va publicar Asfíxia, una novel·la on destaca especialment la denúncia social. Amb Quilmes, la llegenda, publicada el 2018 narra el genocidi que va suposar la conquesta d'Amèrica